# Diego Carlos Santos Silva
Diego Carlos Santos Silva (15 de març de 1993), conegut esportivament com a Diego Carlos, és un futbolista brasiler que juga a l'Aston Villa FC.

## Trajectòria

### Desportivo Brasil
Diego Carlos va començar la seva carrera professional amb el Desportivo Brasil la temporada 2012-13. L'1 de gener de 2013, Diego va ser cedit al São Paulo, però va passar la darrera part de la temporada 2013–14 cedit al Paulista. També va passar un mes cedit al Madureira EC

### Estoril
El 2 de juliol de 2014, Diego va ser venut al club portuguès GD Estoril. El setembre de 2014, Diego va ser cedit al FC Porto. Només va jugar l'equip filial.

### Nantes
El juny de 2016, s'anuncia que Diego Carlos s'incorporaria al FC Nantes per un contracte de cinc anys a canvi de 2 milions d'euros per l'Estoril.

### Sevilla
El 31 de maig de 2019, el Sevilla FC anuncia haver arribat a un acord amb el Nantes pel traspàs de Diego Carlos.